# Волошин Георгій Сергійович
Волошин Георгій Сергійович — радянський, український художник-живописець.

## Життєпис
Народився 5 травня 1925 року в Катеринославі (Дніпропетровськ, тепер Дніпро).
У ранньому віці проявилися інтерес і здібності до художніх занять, що і визначило весь життєвий шлях. Малюванням і живописом займався активно відвідуючи студію малювання у міському Будинку піонерів. У 1948 році з відзнакою закінчив Дніпропетровське художнє училище (живописно-педагогічне відділення, викладачі: М. С. Погрібняк, Т. М. Максименко, В. В. Коренєв, М. М. Панін, О. П. Вандаловський, О. І. Жирадков, Н. О. Глухенька). Продовжив подальшу художню освіту і в 1956 році закінчив Київський художній інститут (факультет живопису, майстерня народного художника, професора К. Д. Трохименко, викладачі: М. А. Шаронов, Г. С. Меліков, С. О. Григор'єв, Т. Н. Яблонська); навчався також в майстерні графіки у народного художника, академіка В. І. Касіяна (викладачі: О. С. Пащенко, І. М. Плещинський).
Після закінчення інституту жив у Києві і працював за фахом у творчих майстернях Художнього фонду СРСР, України. Автор тематичних картин. Працював над ілюстраціями оповідань радянських письменників в журналах «Радянська Україна», «Піонерія», «Єнісей». У 1960-70-х роках вів викладацьку діяльність в художніх студіях Києва.
Член Київського Товариства Художників з 1956 року. З 1965 року — член Спілки Художників СРСР, а після її реорганізації — Національної Спілки Художників України.
Брав участь в художніх олімпіадах і виставках ще зі шкільних років. Постійний учасник республіканських, всесоюзних і міжнародних виставок.
Працював в різних жанрах живопису, але улюбленою його темою був пейзаж. Багато і захоплено працював з натурою. У 2006 році з успіхом пройшла ювілейна персональна виставка «Осягнення натури. Етюди».
Твори зберігаються в музейних зібраннях України, Казахстану, РФ, в зібраннях Міністерства культури України, а також у приватних колекціях в Україні та за її межами.
Помер 6 лютого 2014 року в Києві. Похований на Байковому кладовищі.

## Роботи
- Будиночок у Криму. 1980 р. Етюд, картон, олія
- Човни на Дніпрі, картон, олія
- Ремонт рибальських сіток, картон, олія
- Рибалка з сіткою, літографія, 1959 р.
- Грація, папір, олівець, 1980 р.